# Gai Cassi Longí (cònsol 96 aC)
Gai Cassi Longí (llatí: Caius Cassius L. F. Q. N. Longinus) va ser un magistrat romà. Formava part de la gens Càssia, i era de la família dels Cassi Longí, d'origen plebeu. Era fill de Luci Cassi Longí Ravil·la (cònsol el 127 aC).
Va ser elegit cònsol l'any 96 aC junt amb Gneu Domici Aenobarb. És una d'aquelles persones que menciona Ciceró que van arribar a cònsols sense haver estat abans edil curul.